# 월드 오브 워크래프트: 판다리아의 안개
《월드 오브 워크래프트: 판다리아의 안개》(World of Warcraft: Mists of Pandaria)는 블리자드 엔터테인먼트의 MMORPG인 월드 오브 워크래프트의 네 번째 확장팩이다.

## 추가 및 변경되는 부분

### 새로운 지역 추가
판다리아의 안개에서는 아래 7개의 지역과 2개의 대도시가 추가되었다. 각 대도시는 영원꽃 골짜기에 위치해 있으며 월드 오브 워크래프트: 불타는 성전에서 추가된 샤트라스나 월드 오브 워크래프트: 리치왕의 분노에서 추가된 달라란과는 달리 성역이 아니다.
- 비취숲

판다리아에 도착한 모든 플레이어가 시작하는 지역. 적정레벨은 85~86. 호드진영은 북쪽 / 얼라이언스 진영은 남쪽에서 시작하여 가운데 지역에서 자연스럽게 만나게 된다. 또한 판다렌들이 성스럽게 여기는 토착신중 하나인 옥룡 "위론"을 모시는 옥룡사가 이곳에 위치해 있다.
- 네 바람의 계곡

판다리아 대륙의 중앙부분에 위치한 푸른 곡창지대로 오래전부터 판다렌 종족이 밭을 일구며 살아온 지역이다. 적정레벨은 86~87. 중심부에 '언덕골'이라는 판다렌 마을겸 시장이 존재한다. 이곳에서 다양한 일일 퀘스트를 비롯하여 자신만의 밭을 일구어 특수한 요리나 각종 보조기술에 사용되는 재료를 얻을 수 있다. 또한 90레벨 전용의 특수한 필드 레이드 보스인 "갈레온"이 주기적으로 등장한다.
- 크라사랑 밀림

네 바람의 계곡 남쪽에 위치한 정글&해안지대. 적정레벨은 86~87. 고대 모구의 유적이 밀집해있으며 판다렌들이 성스럽게 여기는 토착신중 하나인 주학 "츠지"을 모시는 주학사가 이곳에 위치해 있다. 이외에 보조기술인 "낚시"와 관련된 일일 퀘스트를 제공하는 '강태공 연합'의 거점이 있으며, 5.1패치땐 호드와 얼라이언스의 군대가 자리를 잡게되어 치열한 대결구도를 벌이는 전쟁터가 되었다.
- 쿤라이 봉우리

판다리아 대륙의 북쪽에 위치한 고원&산악지대. 고대 판다리아를 지배했던 폭력적인 종족인 '모구'의 유적이 가장 많이 남아있는 지역으로 야운골, 사마귀족, 호젠등 여러 종족들의 영향으로 판다렌들의 사정이 혼란한 상황이다. 봉우리 북서쪽엔 판다리아를 수호하는 비밀결사인 '음영파'의 거점이 있으며 동쪽엔 판다리아의 토착신중 하나인 백호 '쉬엔'을 모시고 있는 백호사가 위치해 있다. 북쪽의 산속엔 공격대 던전 '모구샨 금고'가 있으며, 필드 레이드 보스인 '분노의 샤'가 주기적으로 등장한다.
- 탕랑 평원

판다리아의 서부에 위치한 평원지대.
- 공포의 황무지

- 영원꽃 골짜기

### 새로운 던전 추가
판다리아의 안개 5.0버전에서는 5개의 던전과 3개의 레이드 던전이 추가되었으며 기존의 던전 중 3개의 던전이 개편되었다. 5.4버전에서 새로운 레이드 던전인 '오그리마 공성전투'가 추가되었다.

#### 던전
- 옥룡사
- 스톰스타우트 양조장
- 음영파 수도원
- 모구샨 궁전
- 니우짜오 사원 공성전투
- 석양문
- 붉은십자군 수도원
- 붉은십자군 전당
- 스칼로맨스
- 성난불길 협곡 (영웅모드 던전 없음)

#### 레이드
- 모구샨 금고
- 공포의 심장
- 영원한 봄의 정원
- 천둥의 왕좌
- 오그리마 공성전투

### 새로운 직업과 종족

#### 수도사
새로운 직업인 수도사가 추가되었다. 판다렌을 포함하여, 늑대인간과 고블린을 제외한 모든 종족이 수도사를 선택할 수 있다. 양조, 운무, 풍운의 전문화를 선택할 수 있으며 각각 방어 담당, 치유 담당, 공격 담당(근접)을 맡게 된다.

#### 판다렌
새로운 종족인 판다렌이 추가되었다. 판다렌은 중립 종족이며, 판다렌 초반 지역 퀘스트가 끝나면 얼라이언스와 호드 둘 중 하나의 세력을 선택하게 된다. 판다렌은 전사, 사냥꾼, 도적, 마법사, 주술사, 사제, 수도사 직업을 선택 할 수 있다.

### 특성
특성 시스템은 완전히 개편되어서 기존의 특성은 전문화와 특성으로 세분화되었다.

#### 전문화
전문화는 기존에 10레벨이 되면 선택 할 수 있었던 특성과 동일하다. 플레이어는 10레벨이 되면 3개 혹은 4가지 전문화 중 하나의 전문화를 선택하게 되며 자신이 선택한 전문화에 따라 각각 공격 담당, 방어 담당, 치유 담당으로 나뉘게 된다.

#### 특성
기존에 포인트를 투자하는 방식과는 달리 판다리아의 안개에서 플레이어는 15레벨 단위로 유사한 기능을 지닌 세 가지 서로 다른 주문들 중 한 가지 주문을 선택할 수 있게 되며 이렇게 자신이 선택한 주문을 사용하게 된다.

### 애완동물 대전
애완동물 전문가를 통해 전투 애완동물 훈련을 배우면 애완동물끼리 대전을 할 수 있다.기존에 있었던 애완동물은 대전이 가능한 애완동물과 대전이 불가능한 애완동물로 나뉘었으며, 대전이 가능한 애완동물은 각각 공격력과 방어력, 체력의 능력치를 가지며 최대 25까지 레벨을 올릴 수 있다. 또한, 대전이 가능한 애완동물은 각각 속성을 부여받았으며, 애완동물의 스킬에 따라서 특성 속성의 애완동물에게 데미지가 추가 혹은 감소되어 들어간다.

### 그 외
- 서버 공통 지역이 추가되었다.
- 던전의 도전모드가 추가되었다.
- 필드 레이드 보스 몬스터가 추가되었다.
- 레벨 제한이 85에서 90으로 변경되었다.
- 레벨이 오르면 자동으로 새로운 주문을 습득 하도록 변경되었다.
- 드루이드의 야성 특성이 야성(공격 담당)과 수호(방어 담당)로 세분화되었다.
- 업적, 탈것, 애완동물의 대부분을 계정 내 다른 캐릭터와 공유 할 수 있게 되었다.
- 하나의 몬스터에게서 아이템을 얻으면 주변에 있는 몬스터가 떨군 모든 아이템을 습득할 수 있게 되었다.

## 평가
| 평가 |        |
| --- | ------ |
| 통합 점수 통합사 점수 게임랭킹스 82.39% [ 1 ] 메타크리틱 82% [ 2 ] 평론 점수 평론사 점수 유로게이머 8/10 [ 3 ] G4 4.5/5 [ 4 ] 게임 인포머 9.5 [ 5 ] 게임스팟 7.5 [ 6 ] 게임스파이 4/5 [ 7 ] 게임스레이더+ 4/5 [ 8 ] 게임트레일러스 8.8/10 [ 9 ] IGN 8.7/10 [ 10 ] PC 게이머 (UK) 82/100 [ 11 ] |        |
| 통합 점수 |        |
| 통합사 | 점수   |
| 게임랭킹스 | 82.39% |
| 메타크리틱 | 82%    |
| 평론 점수 |        |
| 평론사 | 점수   |
| 유로게이머 | 8/10   |
| G4 | 4.5/5  |
| 게임 인포머 | 9.5    |
| 게임스팟 | 7.5    |
| 게임스파이 | 4/5    |
| 게임스레이더+ | 4/5    |
| 게임트레일러스 | 8.8/10 |
| IGN | 8.7/10 |
| PC 게이머 (UK) | 82/100 |